# くにたち物語
『くにたち物語』（くにたちものがたり）は、おおの藻梨以の少女漫画。

## 概要
東京の国立を舞台にした、主人公松下友子（愛称：モコ）の成長記。1987年『mimi』（講談社）にて連載開始。1992年に連載が中断、2006年6月に同社『One more Kiss』にて、「新 くにたち物語」としておよそ14年振りに連載が再開されるも、2007年8月に連載中止。単行本が第12巻まで、文庫版が第6巻まで刊行されている。

## 主要登場人物
モコ（松下友子）
本作の主人公。活発な性格。3人姉弟の長女。同級生のトッドに恋心を抱いている。中学ではバスケット部に所属。漫画が好きで絵を描くのが上手。
トッド（轟隆臣）
モコの同級生。クォーター（母親がハーフ）。小学生のころからませた言動をしているが、その裏では自宅で母親の不倫現場を直接目撃するなどハードな体験もしている。また、離婚直前の母親と口論となり涙を流したところをモコにみられていて、それが弱みでもある。運動神経抜群で中学ではバスケット部に所属し、2年でレギュラーを獲るほどだったが、膝の古傷のためドクターストップがかかり途中引退。以降はバンド活動に傾倒するようにする。両親が離婚して以来、父と二人暮らしだったが・・・。
ポチ（保科譲）
モコの2歳上の幼なじみ。母を交通事故で亡くしている。中学生のころはグレて警察のお世話になったこともあるらしいが、後に立ち直る。高校生になって町屋から国立へ家族ともども転居。プレイボーイ的な役柄。姉一人。
にゃんにゃん（木村亜弓）
モコが国立に引っ越してきて最初にできた友達。ニックネームは猫まねが上手なことから。トッドには「にゃんこ」と呼ばれることもある。おとなしくナイーヴな性格。少しピントがずれているところがあり、激高したゴクミに言われるまでモコがトッドに思いを寄せていることに気づかなかった（「町屋のポチ」のことを好きだとずっと思い込んでいた）。小学生のときからトッドに思いを寄せ、トッドに気に入られるように性格や嗜好を自己改造するが、中学2年のバレンタインデーに手編みのマフラーを渡そうとしたところ、トッドに拒絶され失恋した。
ゴクミ（豪徳寺久美子）
モコの同級生。中学編から登場。美人だが孤高の性格。思ったことはストレートに口に出す（そのことでトラブルとなることも多い）。家は裕福。小学生のときには親にいろいろな習い事をさせられ、またモデルクラブに入れられていたが、そこでの経験が原因で潔癖症の傾向がある。国立西中へは同じ小学校から来た人間がいないことから孤立主義でいくつもりだったが、中学の入学式の日に、落としたハンカチをモコが拾って渡そうとしたところ、モコがつまづいてゴクミのスカートを破くという因縁でモコたちとの付き合いが始まった。途中モコと幾度も衝突するものの、お互いを最も大切な親友と認識している。
ニックネームは二人の「久美」（もう一人は「イチクミ」。後述）を区別するためにモコがつけた。
もりおか（森岡真理）
モコの同級生。お調子者な性格で、モコたちのグループにおいては調整役のような立場である。また、男子たち（トッドたちのグループ）とのつなぎ役のような役回りも演じる。テニス部に所属。手当たり次第に配る「森岡謹製義理チョコ」はバレンタインデーの恒例行事。
イチクミ（市村久美衣）
モコの小学校からの同級生。天然パーマ。小学校までは「久美ちゃん」と呼ばれていたが、中学でゴクミと同じクラスとなったことで、区別のためにモコに現在のニックネームをつけられる。
中学2年でモコたちと別のクラスになったことで登場回数が減るが、モコとゴクミが口論から仲違いしたときには仲直りのきっかけをつくる重要な役どころを担った。
るり（横尾瑠璃子）
中学2年途中で大阪から転校してくる。
小学生のときに父親が事業に失敗したことで親戚の家を転々とせざるを得ず、そのときに受けた数々の経験・体験からかなりスレた性格であるが、根は優しく動物好き。
国立に引っ越してきたのは母親がかつて住んでいたことがあったため。前述の理由で大阪を毛嫌いしているが、たこ焼きとうどんだけは大阪が一番と言う。
まゆ（石井小百合）
トッドの幼稚園のときの同級生で、トッドがいろいろちょっかいを出していた「もも組のさゆりちゃん」。小学校以降は別々になっていたが、トッドの父親の再婚相手の娘として登場。そのためトッドとは兄妹の関係となる。バスケット部に所属し、モコとも対戦経験がある。ニックネームは眉毛が太いことからで、当初はそのまま「まゆげ」と呼ばれていたらしい。
松下明子
モコの母親。山口家の長女。山口家の兄弟の中では性格は最も父に似ており、あねご肌である。豊国との結婚を（条件をクリアしたにもかかわらず）否定されたときは、父親と取っ組み合いの喧嘩をしたあげく家を飛び出して豊国の元に転がり込んだ。
松下豊国
モコの父親。ソフトな人柄で頼りなげな感じもあるが、芯はわりとしっかりしている。
ニコちゃん（松下邦子）
松下家の次女。モコの妹。天然パーマ。姉と違いおしゃまな性格で、毎年ボーイフレンドが代わっている。
山口泰造
モコの母方の祖父。江戸っ子を絵に描いたような人物で大酒のみ。頑固で負けず嫌い。国立の家はもともとは山口家の家であった。豊国と明子の結婚を賭けた豊国とのカブの勝負で負けたときには、逆上して約束を反故にするというエピソードが描かれている。新品の自転車を欲しがっていたモコに、（ワンダばあちゃんの説得があったものの）内緒で自転車を注文するという粋なはからいを見せるが、直後に出かけた映画館で昏睡状態に陥ってそのまま死亡し、自転車はモコにとって形見となってしまった。
保科美香子
ポチの姉。開始当初から登場している。モコにとっても姉のような存在。のちに一橋大学に合格する。母親が入院がちだったことから中学生のころから家事を手伝っていたこともありしっかりしているが、酒に酔っぱらうと予想外の行動を起こすことがある。
保科
豊国の大学時代の先輩。譲や美香子の父。「くにたち物語」は保科家が町屋の松下家の隣に引っ越してくるところから始まる。
松下家が国立に引っ越した翌日に、退院間もなかった妻を交通事故で亡くす。のちに脱サラして国立で飲食店を開業する。
ワンダばあちゃん
モコのうちのすぐ近所に住んでおり、山口家（松下家）とは長くの付き合いがある。
るりが登場するまでは唯一の大阪弁使いの登場人物だった。本名は姓は小曽根だが名は不詳（作品中では最初の登場回で山口家に電話を掛けたときにたまたま国立に戻っていた明子が応対したために姓は名乗っている。また、なぜ国立に住んでいるのかも不明）。
明子とは同級生の一人娘が居たが、若くして未婚の母になったあげくに娘（彼女からみると孫）を車ではねて死なせた男の兄とねんごろになって駆け落ちされ、以降は一人暮らしをしている。その娘のことをボロクソにいうものの、飼っている猫にはその娘と孫（と亡くなった夫）の名前をつけている。

## 舞台
物語の初期（単行本第2巻まで）の舞台は東京都荒川区町屋であるが、その後、家庭の事情により国立に引っ越すのを境に、舞台も物語も大きく転換していく。こうした展開は、作者のおおの自身が少女時代に生まれ故郷の町屋から国立に引っ越したという、自伝的要素によるものが大きい。

## 成長するキャラクター
本作では、主人公が小学2年生から3年生に進級する頃から始まり、中学3年生に進級した頃までの話が既に描かれている。そのため読者は、心身ともに年々成長していく登場人物の姿を追っていくことになり、これが大河ドラマ性として本作の大きな特徴のひとつとなっている。

## スタイルの変遷
本作では、町屋時代＝主人公がまだ幼い年代においては、彼女の親や親戚＝大人世代の言動を軸とした、いわばホームドラマの様相を呈しているが、主人公達が成長していくにつれ、徐々に典型的な少女漫画のスタイルが前面に現れてくるようになる。それに伴い、始めから大人である彼らは、回を追うにつれ次第に主役級から脇役的な立場へと退いていく。とはいえ、主人公とその周辺の日常や心象を丹念にすくい上げていくという本作のテーマ性は終始一貫している。

## 単行本情報（文庫版）
- くにたち物語 1 ISBN 4063607216
- くにたち物語 2 ISBN 4063607224
- くにたち物語 3 ISBN 4063607232
- くにたち物語 4 ISBN 4063607240
- くにたち物語 5 ISBN 4063607259
- くにたち物語 6 ISBN 4063607267